# Stadttheater Grein

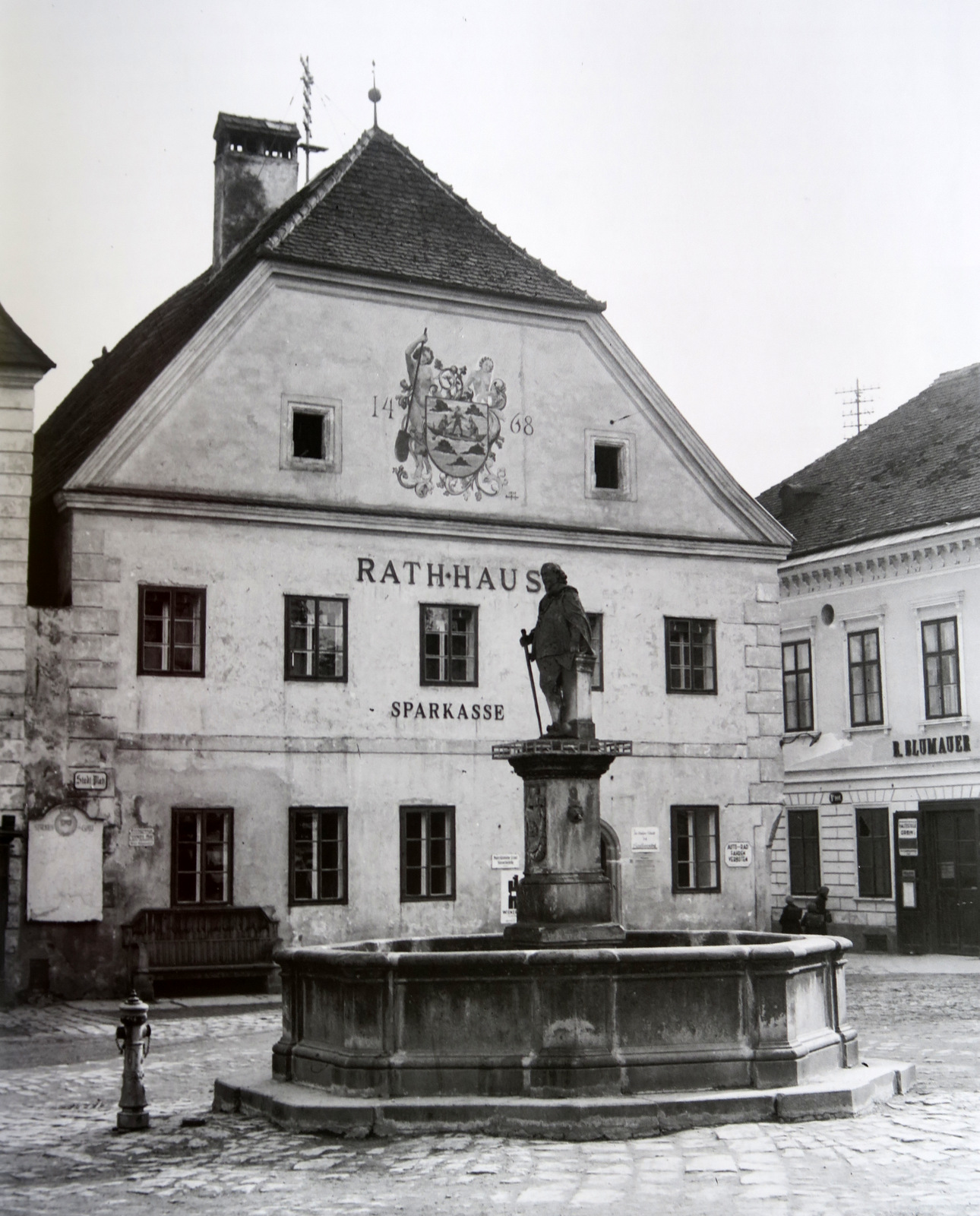
Stadtplatz Grein, Stadttheater Grein im Rathaus, hier ohne die später hinzugefügten Fensterrahmungen (Aufnahme 1934; Foto A. Hilscher)

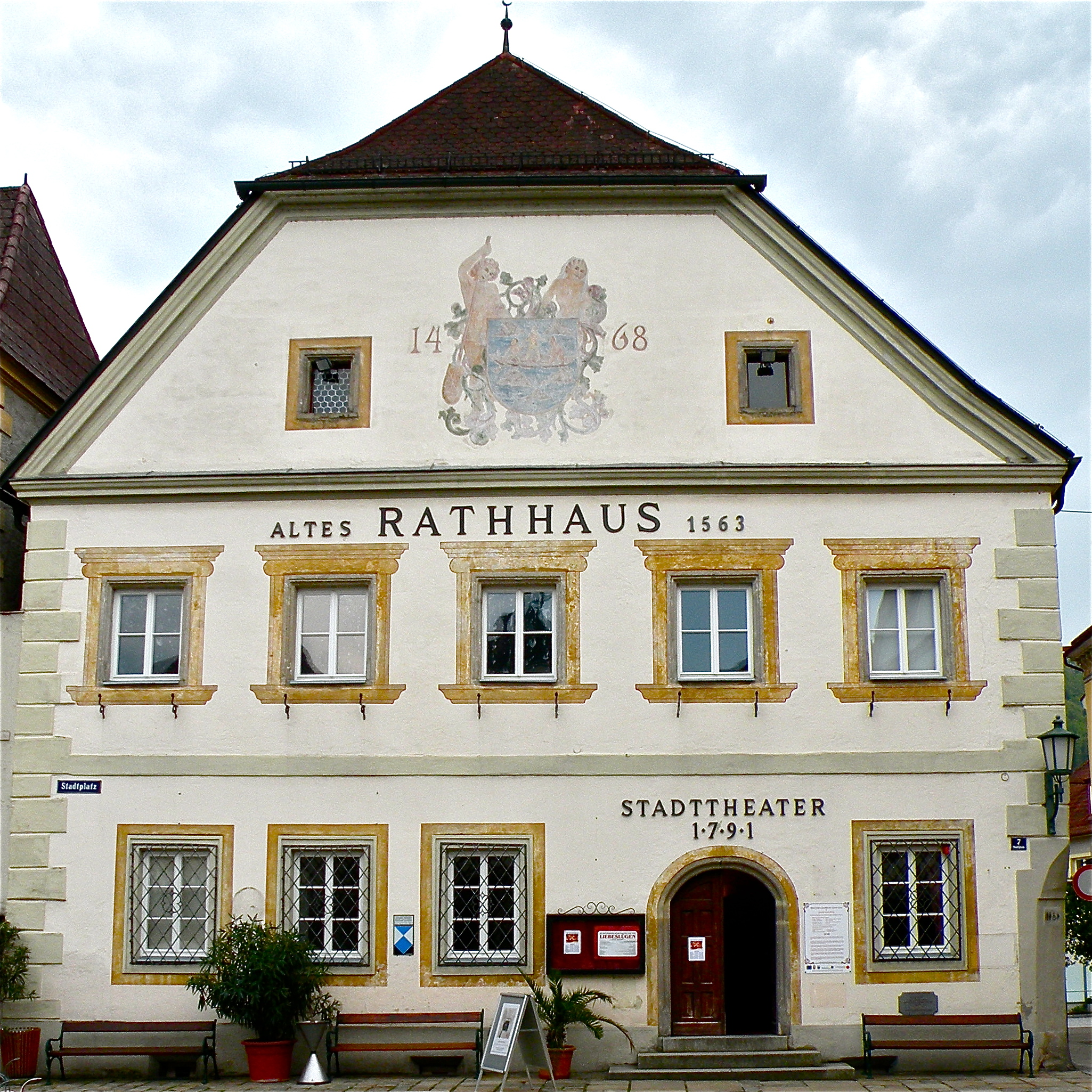
Stadttheater Grein im alten Rathaus, vor der Restaurierung 2020/22 (Aufnahme 2011)

Das Stadttheater Grein befindet sich in der oberösterreichischen Stadt Grein. Es ist das älteste, noch regelmäßig bespielte Stadttheater Österreichs und Station der Kaiser-Route der Europastraße Historische Theater.
Das Theater wurde 1791 von den Greiner Bürgern und dem Magistrat der Stadt in einem Getreidespeicher (Troadkast´n) des bereits 1562/63 erbauten Greiner Rathauses im Stil des Rokoko eingerichtet. Es weist 167 Sitzplätze, darunter noch original erhaltene Sperrsitze, und weitere Kuriositäten auf und dient seit der Eröffnung mit einigen Unterbrechungen für Theateraufführungen unterschiedliche regionaler und überregionaler Theatergruppen.
Seit 1992 ist das Theater eine der Spielstätten der Greiner Dilettantengesellschaft. Von 1989 bis 2012 wurde alle zwei Jahre der Leopold-Wandl-Preis an österreichische Autoren für Gedichte und Prosa in Mundart im Greiner Stadttheater verliehen. Die Räumlichkeiten werden auch für Theaterausstellungen zu nicht nur regionalen Themen benutzt, die jeweils von Mai bis Oktober öffentlich zugänglich sind.

## Geschichte

### Vor der Gründung
Die Gründung des Theaters erfolgte aus einem sozialen Anlass. Am 1. August 1783 verkündete Kaiser Josef II. die Nachricht, ein Armen-Institut unter dem Namen Vereinigung Liebe des Nächsten oder kurz das sogenannte Armen-Institut zu gründen. Bisher hatte die Armenfürsorge grundsätzlich in den Händen der Kirche gelegen. Nun kümmerte man sich – im Zuge des Zeitalters des aufgeklärten Absolutismus – von staatlicher Seite darum, das höchstmögliche Wohl des Einzelnen sicherzustellen.
Ein Vorreiter dieser Idee war der Landadelige Johann Nepomuk von Buquoy, der Besitzer der südböhmischen Herrschaft Gratzen. Er hatte bereits 1779 aus seinen Gütern ein solches Armen-Institut ins Leben gerufen. Der Erfolg dieses Ansatzes veranlasste nun die Regierung zur Nachahmung für die gesamten kaiserlichen Erblande. Die Mittel für die Armenpflege sollten durch Spenden aufgebracht werden, da sich die öffentliche Hand in einer schlechten finanziellen Lage befand. Um noch weitere Geldquellen zu erschließen, hieß es 1784 in einer kaiserlichen Hofentschließung: Übrigens werden auch Schauspiele zum Besten der Armen erlaubt. Seit dem Aufstieg der deutschen Klassiker war man sehr aufgeschlossen gegenüber Schaubühnen, man konnte zu dieser Zeit fast von einer Massenstimmung sprechen. Diese positive Stimmung herrschte auch auf dem Land, so auch in Grein, vor. Noch zogen in erster Linie die Wanderbühnen durch das Land, auch sie konnten nicht anders, als den Erlös der einen oder anderen Vorstellung wohltätigen Zwecken zukommen zu lassen.
Das verheerende Hochwasser vom Juni 1786 führte zu verstärkter Wohltätigkeit im ganzen Land. Noch im Sommer 1787 wurde auch im Schlosstheater der Greinburg von Greiner Liebhaberspielern vor der gräflichen Familie gespielt.
Das Fehlen einer geeigneten Räumlichkeit wurde für die Greiner zu einer allgemein drückenden Frage. Das Spielen in Gaststätten war, auch weil dort ein geeigneter Saal fehlte, nicht mehr zufriedenstellend. Größere passende Baulichkeiten gab es nicht oder diese hatten eine andere Bestimmung. So kam die Kirche des im Jahre 1784 aufgelassenen Franziskanerklosters, die man seitdem als Geräteschuppen verwendete, außer Betracht, da bereits 1786 entschieden wurde, einen Betrieb zur Holzwarenerzeugung zu errichten. Schließlich wurde dann doch einige Zeit in der einstigen Kirche gespielt. Diese scheint aber ihrer Aufgabe als Behelfsbühne in erster Linie aus feuerpolizeilichen Gründen nicht entsprochen zu haben.

### Gründung und frühe Jahre (1791–1913)

#### Ein Theater in Grein (1791)
Am 30. November 1790 kam der Buchbinder Xaver Dörr auf die Idee, zur Auffüllung der Armenkasse Theateraufführungen abzuhalten. Diese Idee wurde von den Greiner Verantwortlichen positiv aufgenommen. Außer dem Antragsteller Xaver Dörr ist das Theater Bürgermeister Johann Baptist Grass, Magistratsrat und Syndikus Karl Aichmayr, Ratsmann Lorenz Pfaffinger, den Bürgerausschüssen Franz Höfler, Georg Zindl und Josef Böck sowie Stadtschreiber Franz Josef Hambeckh zu verdanken. Als Räumlichkeit wurde der aus dem Jahr 1563 stammende Getreidespeicher des Rathauses verwendet. Im Dezember des Jahres 1790 wurde mit den Umbauarbeiten begonnen und Resultat war 1791 ein Rokokotheater, welches 165 Personen fassen konnte. Zur Einrichtung wurde zum Teil Holz aus den Stadtwaldungen verwendet, teilweise nahm man auch Mobiliar des 1784 aufgehobenen Franziskanerklosters in Grein. An Umbau sowie der Ausschmückung im Stil des Spätrokokos waren unter anderem der Schlossermeister Klement Treyer, der Tischler Joseph Schmidt und der Maler Andre Artner beteiligt. In den vordersten Reihen befinden sich noch heute Sperrsitze. Die Sitzbretter waren durch Schlösser senkrecht zu fixieren und somit nur für Besitzer mit passenden Schlüsseln nutzbar.

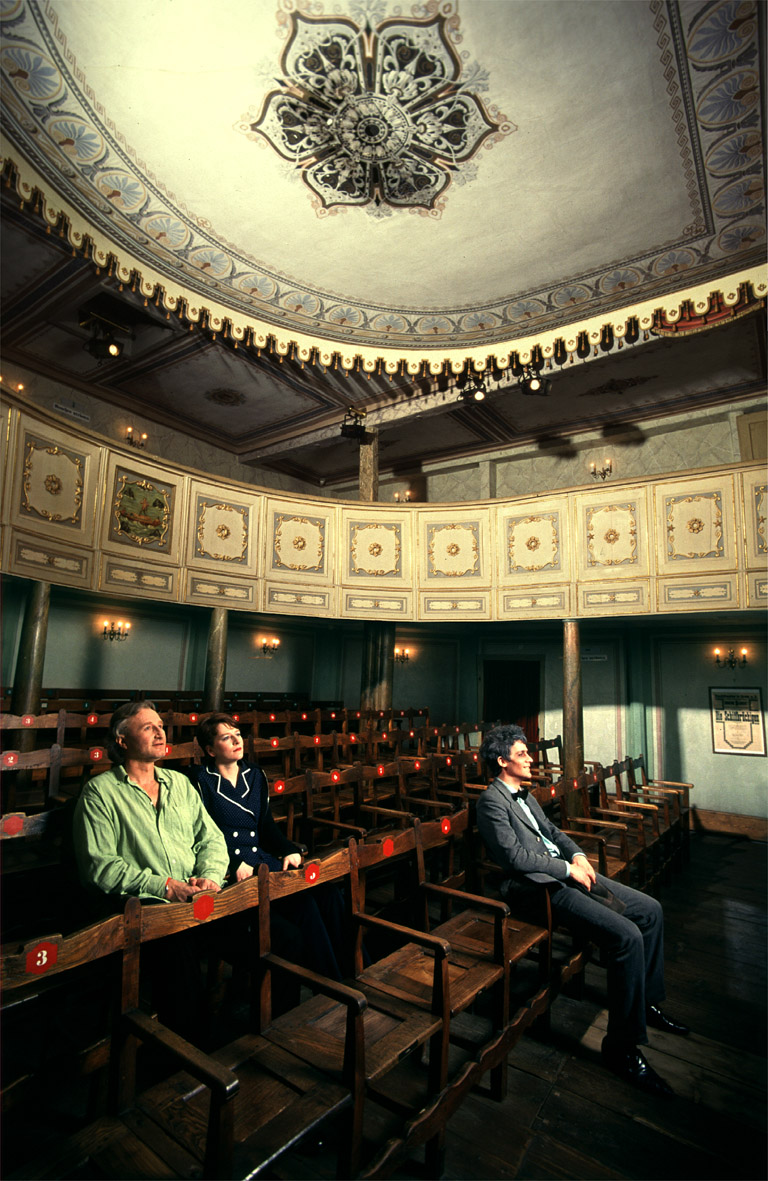
Historischer Zuschauerraum mit den bis heute erhaltenen Sperrsitzen

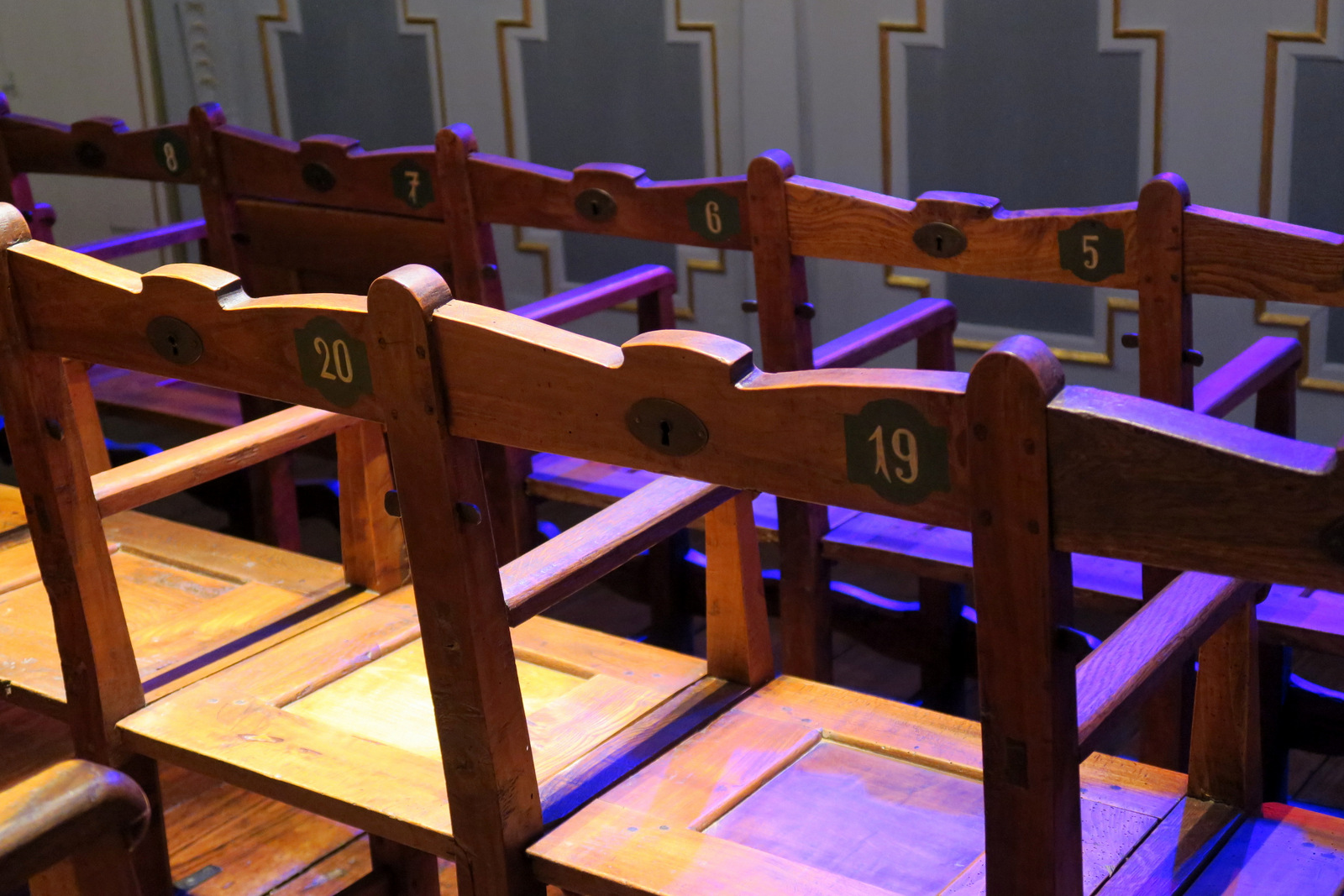
Stadttheater Grein; Sperrsitze mit aufgeklappter Sitzfläche (Platz Nr. 7 „zugeklappt“), rückseitigem Schließmechanismus und historischer Nummerierung (Aufnahme 2022)

Musste ein Theaterbesucher auf die Toilette, so zog er sich hinter einem Vorhang in eine seitliche Nische zurück und konnte auch von diesem Ort die Handlung auf der Bühne weiter verfolgen. Das Original des Toilettenvorhanges hängt heute noch im Theater.
Im Rathaus befand sich ursprünglich ein Arrest. Unmittelbar neben der Arrestzelle wurde der Theatersaal gebaut. Früher durften auch die Insassen des Gefängnisses durch ein Fenster die Vorstellungen mitverfolgen. Die Besucher brachten den Gefangenen Esswaren und Tabak zu den Vorstellungen mit, damit diese so bei Laune gehalten werden konnten und die Vorstellung nicht störten. Da die Häftlinge das Theatervergnügen der Bürger jedoch zu oft durch Lärm und Spott störten, wurde das Fenster schließlich zugemauert.
In den frühen Jahren wurde (bei etwa 1000 Einwohnern) täglich gespielt, an Sonntagen fanden dreimal am Tag Aufführungen statt. Vor allem in den ersten Jahren nach der Eröffnung des Theaters wurden sehr viele Theaterstücke aufgeführt. Aus dem Jahr 1793 stammt der älteste Theaterzettel, der das Stück „Der Trauerschmaus“ oder „Der Bäckermeister Kasperl“ ausweist. Eine Dilettantengruppe führte diese Volkskomödie auf, die von Karl Friedrich Hensler geschrieben wurde und zu dieser Zeit auch am Wiener Leopoldstädter Theater häufig auf dem Spielplan stand.

#### Frühe Aufführungen
Häufig aufgeführte Autoren waren unter anderem Nestroy, Kotzebue, Bäuerle und Birch-Pfeiffer. Gespielt wurde zum Teil vom einheimischen Theaterverein, aber auch von auswärtigen Schauspieltruppen, welche das Theater für eine gewisse Zeit mieten konnten. Wer den Mietzins bezahlte, bekam von der Stadtgemeinde im Bedarfsfall auch Kostüme und Requisiten zur Verfügung gestellt. Für Beschädigungen war der jeweilige Pächter verantwortlich. Das Zimmer, welches sich neben dem Spielraum befand, konnte als Garderobe benutzt werden, unter der Bedingung, dass es niemals als Schlafgemach benützt würde. Aus feuerpolizeilichen Gründen hatte sich jeder Mieter mit dem Rauchfangkehrer und dem Gerichtsdiener abzusprechen, da diese bei jeder Vorstellung anwesend sein mussten. Auch waren die Mieter für die Reinhaltung von Stiege und Vorhaus verantwortlich. Pächter waren im Laufe der Zeit unter anderem: Vinzenz Brandenberg, Johann Weiner, genannt Rosenberg, Florian Anton Hoffman, Theaterdirektor und Pächter des landesfürstlich-städtischen Theaters in St. Pölten, Joseph Walier, Kaspar Karschin, Theaterunternehmer von Ybbs, und Alois Sellack, Schauspielergesellschaftsdirektor aus München. Von den hier wirkenden, einheimischen Kräften, die sich im Allgemeinen aus Dilettanten zusammensetzten, ist vor allem Dr. Max Christ zu erwähnen.
Die Verwaltung des Theaters war zu Beginn nicht sehr ordentlich. Deshalb machte August Hambeckh am 20. Februar 1833 dem Magistrat einen Vorschlag zur finanziellen Hebung des Theaters. Demnach sollten nun die Ausgaben von der Dilettantengesellschaft selbst zu tragen sein, ein gewisser Prozentsatz des Reinertrages jeder Vorstellung sollte halb dem Kammeramt und halb dem Armeninstitut zufließen. Dieser Vorschlag wurde in der Ratssitzung am 22. März 1833 angenommen. Dem Magistrat musste vor jeder Aufführung Bescheid gegeben werden. Die Kasse, deren Schlüssel ein Beisitzer verwahrte, musste nach jeder Vorstellung in der Kanzlei abgeliefert und am nächsten Tag im Beisein des Magistrates geöffnet werden, worauf die Zählung und Teilung der Einnahmen nach dem vorgeschlagenen Plan erfolgte. Vor dem Spielertrag mussten auch die unumgänglichen Ausgaben (über deren Dringlichkeit entschied der Magistrat) bestritten werden, alles Übrige musste vom Unternehmer selbst beglichen werden. Kleidungsstücke sowie sonstige Spielrequisiten wurden vom Magistrat erst dann bezahlt, wenn sie ihm zur Aufbewahrung übergeben wurden.

#### Umwälzungen (1848), Renovierung (1874) und behördliche Sperre (1903–1905)
Die Umwälzungen im Jahr 1848 brachten optische Veränderungen für das Greiner Stadttheater mit sich. Das Kanzleizimmer und das daranstoßende Kassenlokal, wo sich die Registratur befand, wurden von der Bürgerschaft dem Steueramt zur Verfügung gestellt. Die Akten wurden in dem neben dem Theater befindlichen Zimmer und auf der Galerie untergebracht. Das Wesen des Theaters blieb jedoch unverändert. Bis ins Jahr 1848 konnte jeder Theaterunternehmer das Theater mieten. Anfang 1849 wurde zum ersten Mal ein Ansuchen von Karl Karschin abgelehnt. Grund dafür war eine Bewilligung, welche die in Grein ansässigen Dilettanten erhielten, um mehrere Theaterstücke, das erste am Ostermontag, aufzuführen. Außerdem teilte man mit, dass man in Zukunft nicht mehr bereit wäre, das Theater an auswärtige Schauspielertruppen zu vermieten. Daher sind auch keine Mietverträge aus den späteren Jahrzehnten mehr vorhanden. Es wurde also anscheinend im Allgemeinen nur von den Greinern selbst gespielt.
Im Frühjahr 1874 gab es die erste große Renovierung, wobei diese sich, abgesehen von den neuen Kulissen, auf das Neuausmalen von Wänden und Decke beschränkt hat. Die Marmelfarbe der Wände und die Blumenstraußmuster einzelner Deckenpartien gehören dieser Zeit an. Die darunter vorhandene ursprüngliche Ausmalung wurde auch bei der Instandsetzung 1946/47 nicht festgestellt. Die folgenden Jahre waren gekennzeichnet durch den Niedergang der Dilettantengesellschaft und durch die neu auflebende Tätigkeit von Wanderbühnen. Grein war zu dieser Zeit ein beliebter Fremdenverkehrsort und ein Theaterbesuch stand meist auf der Tagesordnung der Sommergäste.
Nach dem Ringtheaterbrand in Wien 1881 mit rund 400 Toten und dem Brand im Iroquois Theater in Chicago im Jahre 1903, bei dem 602 Menschen starben, achteten die gesamte Öffentlichkeit und die verantwortlichen Behörden vieler Länder im Besonderen auf die (Feuer-)Sicherheit in den Theatern. Bereits im Dezember 1881 wurde die Errichtung einer seitlichen Notstiege als Fluchtweg kommissionell angeordnet, aber nicht umgehend realisiert. Daher wurde das Greiner Stadttheater schließlich wegen ungenügender Vorsichtsmaßnahmen behördlich gesperrt. So musste bis 1905 in Gasthäusern gespielt werden, allerdings waren diese Vorstellungen meist schlecht besucht. 1905 war ein behelfsmäßiger Notausgang samt hölzerner Stiege an der westlichen Außenseite des Rathauses fertig gestellt. Ab diesem Zeitpunkt gab es wieder Vorstellungen Im Stadttheater.

### Zwei Weltkriege und Zwischenkriegszeit (1914–1945)
Aufgrund des Ersten Weltkrieges wurde das Theater zunächst geschlossen, danach wurden seichte Possen aufgeführt. Der Krieg selbst wurde nur in heiterer Form behandelt. Die Einnahmen dienten humanitären Zwecken.
1921 wurde die Petroleumbeleuchtung durch elektrische Lampen ersetzt.
Der Erste Weltkrieg und die darauf folgenden Notjahre nahm den Leuten die Lust, Theater zu spielen. Es fehlte aber auch an finanziellen Mitteln. Dr. Max Christ war es ein großes Anliegen, dass es wieder Aufführungen gab. Er wirkte auch selbst als Schauspieler mit. Ein Verein von Theater-Freunden sollte überdies das Theater von den geldlichen Nöten und Schwankungen der Zeit unabhängiger machen. Höhepunkte erlebte das Theater in dieser Zeit durch die Operette Wiener Blut von Johann Strauss und 1929 durch die Auftritte von Paula Wessely und Hans Jaray im Greiner Stadttheater. Die politischen Spannungen der 30er-Jahre löschten aber schließlich den letzten Lebensfunken des Theaters. So war es nur dem Widerstand dieses Theater-Vereines und der Vermittlung der Bezirksverwaltungsbehörde in Perg zu danken, dass die damalige Gemeindevorstehung nicht ihren Willen durchsetzte. Die Politiker planten, das Stadttheater einzureißen und zu einem Sitzungssaal umbauen zu lassen.
Bürgermeister Karl Jent plante während des Zweiten Weltkrieges einen Umbau des Theaters, dieser konnte jedoch zu dieser Zeit nicht durchgeführt werden.
1945 wurde das Stadttheater zur Unterkunft für heimziehende Ausländer verwendet. Dabei litt es vor allem in seinen Garderobebeständen beträchtlich.

### Nach dem Zweiten Weltkrieg (1945–heute)
Nach dem Zweiten Weltkrieg gelang es die Sperrsitzreihen vor der Demolierung durch die russische Besatzungsmacht zu retten. Die russischen Soldaten nahmen sich dafür die goldenen, zufällig fünfzackigen Sterne auf den Galeriebrüstungen als „Souvenirs“ mit. Bürgermeister Gürtler ließ das Theater 1947 renovieren, hierbei wurden auch Experten vom Denkmalamt und vom Linzer Landestheater hinzugezogen. Die Sitzplätze mussten etwas von ihrer Originalität einbüßen. Die alten Sperrsitze sind zwar noch vorhanden, allerdings ist die Einteilung der Sitze in solche ohne und mit „Vergeltsgott“ nicht mehr zu bemerken. Im Zuge dieser Renovierung wurde auch eine Beheizung installiert. Bis dahin wurden lediglich vor Beginn einer Vorstellung heiße Ziegelsteine vor die Sessel auf den Boden gelegt, welche die Füße der Zuschauer warm hielten und auch dem Raum eine entsprechende Temperatur gaben. Die beiden alten Vorhänge (einer aus dem Jahre 1803 von einem unbekannten Künstler nach einem Entwurf von Georg Fuentes zur Oper Palmyra von Salieri und der andere 1863 vom akademischen Maler Johann Maischberger nach einem Gemälde der Ruine Hausstein von Rudolf von Alt hergestellt) wurden zugunsten einer alten Stadtansicht von Grein ersetzt.
Zwischen 1945 und 1963, somit fast 20 Jahre lang, gab es in dem Theater kaum mehr Aufführungen. Erst 1964 wurde das Stadttheater durch eine Wiener Theatergruppe reaktiviert. Die Greiner Sommerspiele wurden veranstaltet und fanden seit diesem Zeitpunkt bis 2019 regelmäßig statt. Seit einer Renovierung im Jahr 1992 wird das Theater wieder ganzjährig bespielt. Nach dieser Renovierung wurde die Greiner Dilettantengesellschaft gegründet. Diese Gruppe ist auch heute noch aktiv. Im Jahr 1993 wurde zum 200-jährigen Jubiläum des Theaters Henslers Stück Der Trauerschmaus aufgeführt.

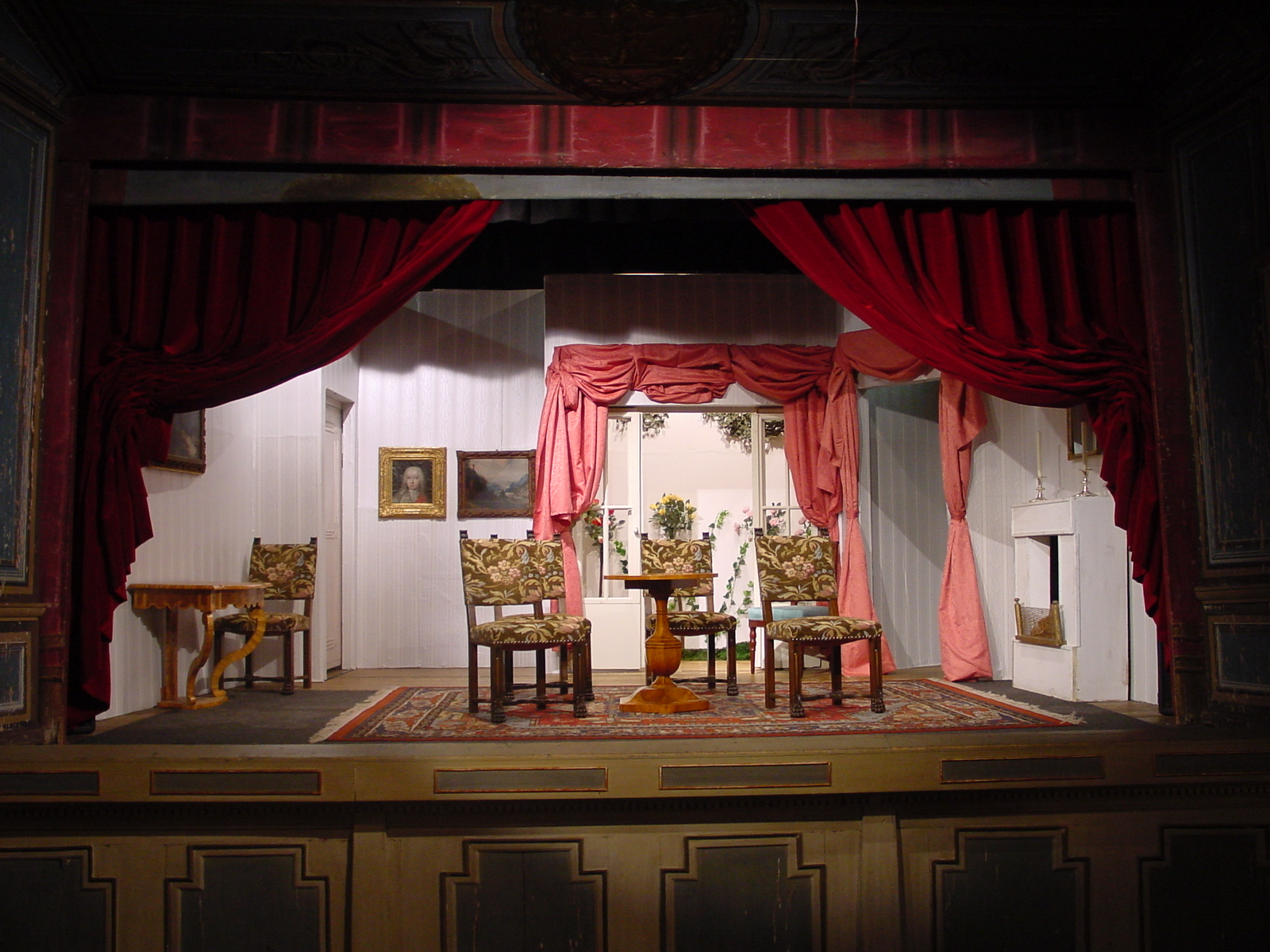
Bühnenbild der Komödie „Der Kreis“ von W. S. Maugham, Sommerspiele 2006, Stadttheater Grein

Seit einigen Jahren findet jedes Jahr eine Theaterausstellung statt. Geöffnet ist diese von Mai bis Oktober und nach Voranmeldung. Die Theaterausstellung steht jährlich unter einem bestimmten thematischem Schwerpunkt; im Jahr 2009 lautete dieses 100 Jahre Donau-Ufer-Bahn. 2011 stand die Ausstellung z. B. unter dem Motto Geheimnisvoller Strudengau: Der immer neue Donaukai. 2019 und 2020 widmete sich die Ausstellung Eine unverhoffte Begegnung – Haydn und die Türkenoper diesem Genre, da bei den Donaufestwochen 2019 Joseph Haydns (Türken-)Oper L'incontro improvviso (d. h. „Eine unverhoffte Begegnung“) gegeben wurde. Diese Ausstellung wurde im Winter 2019/20 in adaptierter Form bzw. mit Bezug zu Mozarts Oper (Singspiel) „Die Entführung aus dem Serail“ vom Musiktheater Linz übernommen.
Jährlich finden bzw. fanden im Theater zahlreiche Vorstellungen statt, so etwa Aufführungen von der Greiner Dilettantengesellschaft oder die Greiner Sommerspiele (bis 2019 Leitung Michael Gert), welche von einem Wiener Ensemble gestaltet wurden. 2004 wurde die 1.000ste Vorstellung der 1964 begründeten Sommerspiele (1964–2019) abgehalten. Der Prinzipal der Greiner Sommerspiele, Michael Gert (d. i. Gerhard Hofer, 1931–2022), stand dabei bei allen Aufführungen selbst auf der Bühne. Zusätzlich stellen regelmäßige Lesungen und Konzerte weitere Programmpunkte dar. Von 1989 bis 2012 wurde im Greiner Stadttheater der Leopold-Wandl-Preis alle zwei Jahre von dem von der Stadtgemeinde Grein eingerichteten Komitee zur Pflege der Mundartdichtung an österreichische Autoren für Gedichte und Prosa in Mundart  verliehen. Die Tradition der Greiner Sommerspiele wurde nach der Renovierung des Hauses 2022 vom Kulturverein ARTworkers bzw. von Hans-Peter Kellner und seinem Ensemble wieder aufgenommen. Das Ensemble ARTworkers zeigte 2022 die Produktion "A (typische) Musical Story" von Christian Böhm (Buch), 2023 "Ladies Night" von Stephen Sinclair und Anthony McCarten und 2024 "Happy Birthday, du Kuh" wiederum von Christian Böhm (Buch). Hans Peter Kellner inszenierte 2023 "Kleine Verbrechen" von Eric Emmanuel Schmitt und 2024 "Das Abschiedsdinner" von Matthieu Delaporte und Alexandre de La Patelliére. 

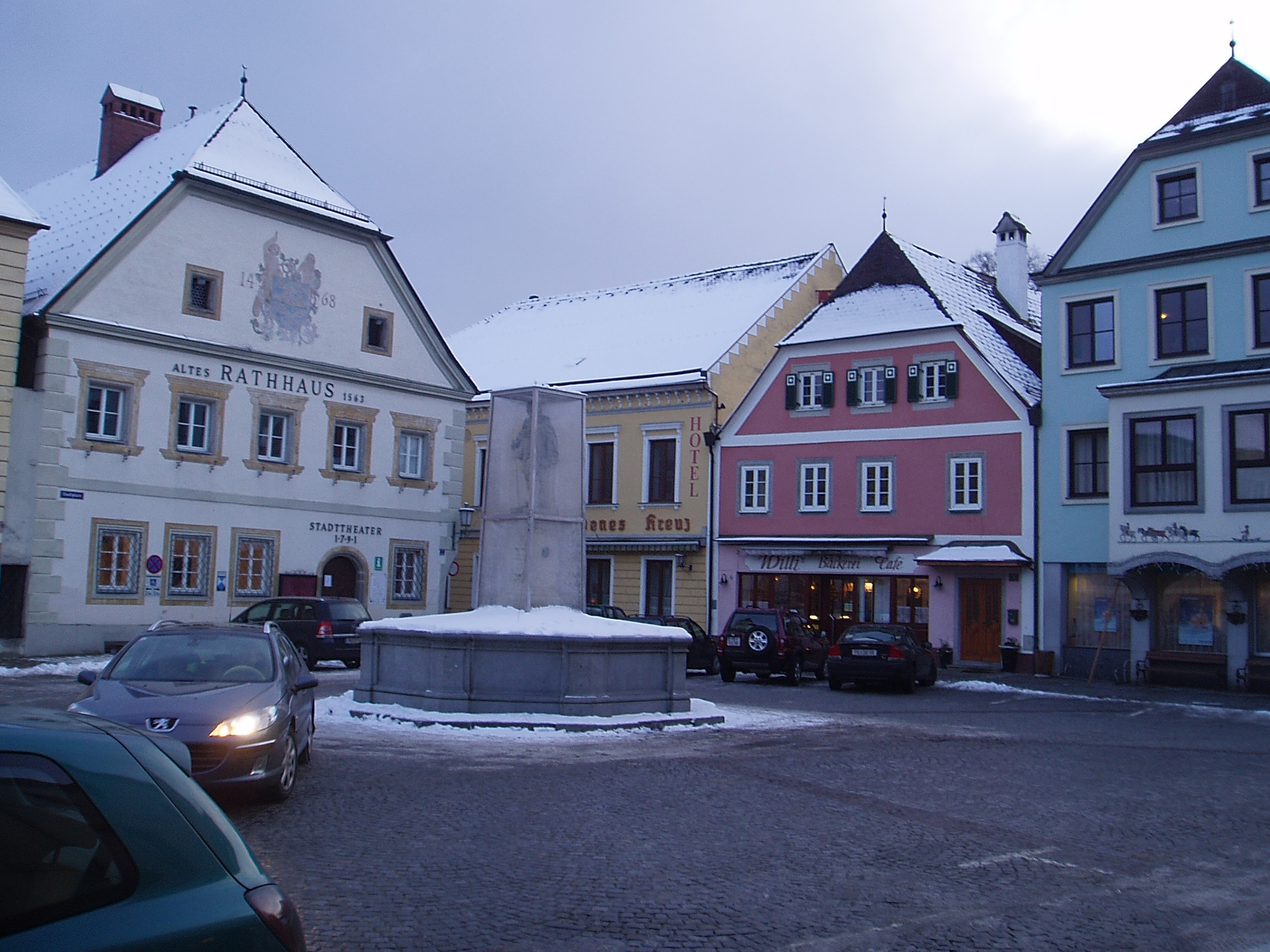
Lage des Theaters und umliegende Häuser, vor der Restaurierung 2020/22 (Aufnahme 2010)

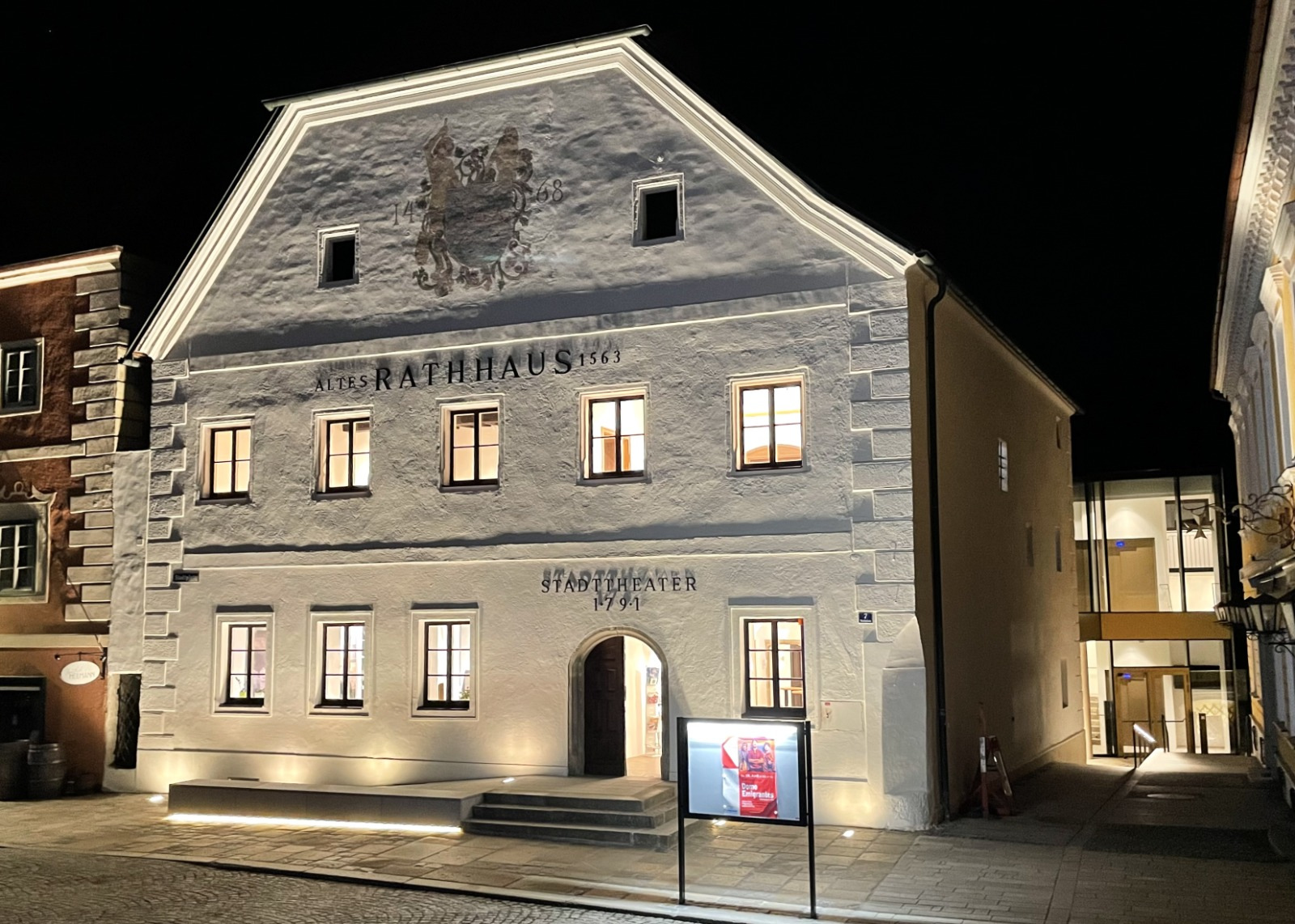
Stadttheater Grein, nach der Restaurierung 2020/22, Wiederherstellung des Zustands der Fassade von ca. 1900; rechts im Hintergrund der neu gestaltete barrierefreie Haupteingang (Aufnahme 2022, Foto: Bruno Brandstetter)

In den Jahren 2020 bis 2022 wurde das Theatergebäude in Absprache mit dem Bundesdenkmalamt um rund 4,4 Millionen Euro grundlegend saniert, restauriert und erweitert. Durch einen seitlichen Zubau mit Lift in der Rathausgasse, zugleich nun Haupteingang bei Veranstaltungen, ist ein barrierefreier Zugang gegeben, der auch feuerpolizeilichen Vorschriften entspricht. Im Erdgeschoß wurde durch die Umgestaltung ehemaliger Neben- und Lagerräume im donauseitigen Trakt ein Foyer mit Garderobe und Pausenräume geschaffen. Die Räumlichkeiten des Stadtmuseums im ersten Stock wurden generalsaniert. Im Dachgeschoß wurde die aufwändige und notwendige Lüftungs- und Klimaanlage situiert. Hier finden sich auch Garderoben-, Schmink-, Aufenthalts- und Sanitärräume für Künstlerinnen und Künstler. Ein Teil des Dachgeschoßes ist als klimatisierter Lagerraum dem Stadtarchiv zugeordnet.
Für touristische Führungen im historischen Bereich des Theaters ist der Zugang weiterhin vom Stadtplatz aus.

## Lage und Umgebung
Das Stadttheater liegt direkt im Ortskern am historischen Greiner Stadtplatz. Rundherum befinden sich Häuser aus dem 16. und 17. Jahrhundert, mit überwiegend barocken Fassaden. Die Pfarrkirche Sankt Ägidius, eine spätgotische, jedoch stark erneuerte Hallenkirche ist ca. 50 m vom Theater entfernt.

## Bedeutung
Der unter Denkmalschutz stehende Theatersaal mit seinen Nebenräumen befindet sich heute – abgesehen von einigen unwesentliche Änderungen (Zumauern der Arrestfensters, Defunktionalisierung des „Stillen Örtchens“ etc.) – im Originalzustand, der Gesamteindruck blieb also trotz der Renovierungen weitgehend in seiner ursprünglichen Form erhalten. Somit ist es das älteste und in seiner baulichen Struktur nahezu unveränderte Theater Österreichs. Die Sperrsitze in den ersten drei Reihen sind eine Besonderheit des Greiner Theaters. Die Sitzflächen können hochgeklappt und mit einem Schloss in der Rückenlehne abgesperrt werden. Die Originalschlüssel befinden sich in einem Schaukasten im Theater.

## Die Greiner Dilettantengesellschaft

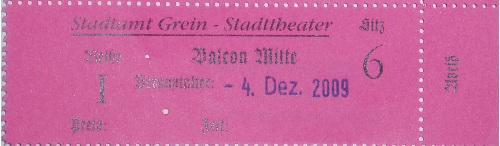
Eintrittskarte 2009

Die Greiner Dilettantengesellschaft wurde 1992 mit der Absicht gegründet, Stücke aus dem Zeitraum vom Ende des 18. Jahrhunderts bis Anfang des 19. Jahrhunderts aufzuführen. Zu Beginn wurden typische „Hanswurst-Stücke“ und Wiener Vorstadttheater gegeben. Im Laufe der Zeit wurden aber auch modernere Stücke aus dem 20. Jahrhundert gespielt, wie zum Beispiel Biedermann und die Brandstifter von Max Frisch (1999) oder Arsen und alte Spitze frei nach Joseph Kesselring (2001). Eigenproduktionen wie Merkwürdiges Grein (1997), ein Lesetheater mit Texten von 1650 bis 1850, und 9 Leichen oder Messer, Mörder, Moritation (1999) standen ebenfalls auf dem Programm Aufgeführt werden die Stücke der Dilettantengesellschaft in der Regel im Greiner Stadttheater.
Die Greiner Dilettantengesellschaft durfte sich auch schon öfters auswärts präsentieren. So spielten sie beim Barockfest in St. Pölten, beim Spectaculum in Wels, im U-Hof in Linz, in Götzis und beim Theaterfestival in Egg. Auch ein Gastspiel beim internationalen Theaterfestival FOKUS steht auf der Visitenkarte der Laienschauspieler. Das Ensemble wurde 2022 eingeladen, die Aufführung des Schauspiels „Der Sturm“ von William Shakespeare am 1. November 2022 am Landestheater Linz zu zeigen.
2009 standen für die Greiner Dilettanten zwei Uraufführungen auf dem Programm. Es wurden hierbei die Siegerstücke des oberösterreichischen Dramenwettbewerbs 2009 gespielt. Die Uraufführung von Aga Aga von Elisabeth Koschat fand im Stadttheater statt. Das Stück Mein Leben als Konsument von Gabriele Kögl wurde im Linzer Landestheater in der Spielstätte Eisenhand uraufgeführt.
Intendant (Obmann) der Greiner Dilettantengesellschaft ist – als Nachfolger der ersten Prinzipalin Christine Geirhofer – seit 2020 Christian Geirhofer, unterstützt von Manuela Kloibmüller und Lothar Pühringer als Stellvertreter.

### Aufführungen seit 2003
Im Stadttheater standen folgende Aufführungen der Dilettanten auf dem Programm:
- 2003: Reigen von Arthur Schnitzler
- 2004: Don Juan in Nöten von Oskar Zemme
- 2006: Klaras Verhältnisse von Dea Loher und Die Frösche von Aristophanes
- 2007: Die Dreigroschenoper von Bertolt Brecht
- 2008: Der Zerrissene von Johann Nestroy
- 2009: Aga Aga von Elisabeth Koschat
- 2011: Campiello von Peter Turrini frei nach Carlo Goldoni
- 2012: Der gutmüthige Teufel von Johann Nestroy
- 2013: Was ihr wollt von William Shakespeare
- 2014: Acht Frauen von Robert Thomas
- 2015: Der eingebildete Kranke von Molière
- 2016: Harper Regan von Simon Stephens
- 2017: Die Weberischen von Felix Mitterer
- 2018: Flügelschläge von Martin Zels
- 2018: Der Alpenkönig und der Menschenfeind von Ferdinand Raimund, in der Fassung von Doris Happl
- 2019: Die Präsidentinnen von Werner Schwab
- 2020 und 2021 fielen Aufführungen coronabedingt aus
- 2022: Der Sturm von William Shakespeare, in der Fassung von Susanne Lietzow
- 2023: Krach im Hause Gott von Felix Mitterer
- 2024: der herzerlfresser von Ferdinand Schmalz

## Trivia
Während der Napoleonischen Kriege führten im November 1805 Theaterbesuche des französischen Marschalls (Maréchal d’Empire) Adolphe Édouard Casimir Joseph Mortier, Kommandant des II. Armee-Korps der Grande Armée, Duc de Trévise, unter den Greinern zu Staunen, da man ihn irrtümlicherweise für Napoleon hielt. Noch heute wird die Loge, in der Marschall Mortier Platz nahm, „Napoleon-Loge“ genannt.
Vor Ende des 19. Jahrhunderts erhielten die Greiner Volksschüler erst dann ihre Abschlusszeugnisse, wenn sie eine gewisse Anzahl klassischer Theaterstücke im Stadttheater besucht hatten.
Das stadtplatzseitige Schopfwalmdach des Theatergebäudes ist wohl seit der Errichtung des Baus von einem kugelförmigen Knauf und einem leicht schräg gestellten Halbmond bekrönt. Die Mondsichel ist einerseits in Verbindung mit dem Symbol der Sonne, diese oft kugelförmig wie hier oder auch als sechszackiger Stern dargestellt, ein im Mittelalter häufig zu findendes christliches Symbol, als „Tsata“ ist der Halbmond bei den oströmischen Kaisern ein öfters verwendetes Zeichen weltlicher Macht.
Die Mondsichel war im 16. Jahrhundert u. a. Zeichen für den steigenden Mond und damit für erhofften wirtschaftlichen Wohlstand und eben seit dem Mittelalter auch Symbol weltlicher Macht – beides passt durchaus zu einem Rathaus. Von 1519 bis 1686 bildeten Halbmond und Stern die Spitze des Stephansturms in Wien. In der Interpretation der Menschen der frühen Neuzeit handelte es sich hier um eine symbolische Darstellung des Universums. Der im Wind sich drehende Halbmond und der sechszackige Stern standen auf einer goldenen Kugel, die die Sonne darstellte, die Inschrift „Meine Hoffnung ist Christi“ unterstrich diese christlich-kosmische Bedeutung zusätzlich.
Auch die Madonna wird seit dem 12. Jhdt. oft mit der Mondsichel zu ihren Füßen dargestellt (Mondsichelmadonna), eine Darstellung, die sich von der Perikope der apokalyptischen Frau in der Offenbarung des Johannes herleitet (Offb, 12,1–5).
Diese Darstellung des Halbmonds auf dem Theatergebäude ist daher nicht im muslimischen Kontext zu sehen.